# Olympische Sommerspiele 1976/Teilnehmer (Spanien)
| Gelbes Symbol für Goldmedaillen mit stilisierten Olympischen Ringen | Graues Symbol für Silbermedaillen mit stilisierten Olympischen Ringen | Braundes Symbol für Bronzemedaillen mit stilisierten Olympischen Ringen |
| ------------------------------------------------------------------- | --------------------------------------------------------------------- | ----------------------------------------------------------------------- |
| —                                                                   | 2                                                                     | —                                                                       |

Spanien nahm an den Olympischen Sommerspielen 1976 in Montreal mit einer Delegation von 113 Athleten (103 Männer und 10 Frauen) an 68 Wettkämpfen in 14 Sportarten teil.
Die spanischen Sportler gewannen zwei Silbermedaillen. Die Segler Antonio Gorostegui und Pedro Millet wurden in der 470er-Jolle ebenso Zweite wie die Kanuten José María Esteban, José Ramón López, Herminio Menéndez und Luis Gregorio Ramos im Vierer-Kajak über 1000 Meter. Fahnenträger bei der Eröffnungsfeier war der Boxer Enrique Rodríguez.

## Teilnehmer nach Sportarten

### Boxen
- Enrique Rodríguez
Halbfliegengewicht: in der 1. Runde ausgeschieden

- Vicente Rodríguez
Fliegengewicht: im Achtelfinale ausgeschieden

- Juan Francisco Rodríguez
Bantamgewicht: in der 1. Runde ausgeschieden

- Antonio Rubio
Leichtgewicht: in der 1. Runde ausgeschieden

- José Manuel Gómez
Halbweltergewicht: in der 1. Runde ausgeschieden

### Fußball
- in der Gruppenphase ausgeschieden
Alberto Vitoria
Antonio Olmo
Secundino Suárez
Enrique Saura
Esteban Vigo
Francisco Javier Bermejo
Francisco Sanjosé
Isidoro San José
Mariano Pulido
José Vicente Sánchez
Juan Castillo
Juanito
Luis Arconada
Miguel Mir
Pedro Camus
Santiago Idigoras

### Gewichtheben
- Francisco Mateos
Leichtgewicht: 14. Platz

### Hockey
- 6. Platz
Agustín Churruca
Agustín Masaña
Francisco Codina
Francisco Fábregas
Francisco Segura
Jaime Arbós
Jorge Fábregas
José Sallés
Juan Amat
Juan Arbós
Juan Colomer
Juan Pellón
Luis Alberto Carrera
Luis Twose
Ramón Quintana
Ricardo Cabot

### Judo
- Juan Carlos Rodríguez
Halbmittelgewicht: 7. Platz

- José Luis de Frutos
Mittelgewicht: 5. Platz

### Kanu
Männer
- Herminio Menéndez
Einer-Kajak 500 m: 4. Platz
Vierer-Kajak 1000 m: Silber

- Fernando Betancourt
Einer-Kajak 1000 m: im Halbfinale ausgeschieden

- José Seguín
Zweier-Kajak 500 m: 4. Platz
Zweier-Kajak 1000 m: 5. Platz

- Guillermo del Riego
Zweier-Kajak 500 m: 4. Platz
Zweier-Kajak 1000 m: 5. Platz

- José María Esteban
Vierer-Kajak 1000 m: Silber

- José Ramón López
Vierer-Kajak 1000 m: Silber

- Luis Gregorio Ramos
Vierer-Kajak 1000 m: Silber

### Leichtathletik
Männer
- Andrés Ballbé
800 m: im Vorlauf ausgeschieden

- Fernando Cerrada
5000 m: im Vorlauf ausgeschieden

- Mariano Haro
10.000 m: 6. Platz

- José Luis Ruiz
10.000 m: im Vorlauf ausgeschieden

- Agustín Fernández
Marathon: 46. Platz

- Antonio Baños
Marathon: 51. Platz

- Santiago Manguán
Marathon: Rennen nicht beendet

- Antonio Campos
3000 m Hindernis: 8. Platz

- José Luis Sánchez
4-mal-100-Meter-Staffel: im Halbfinale ausgeschieden

- Luis Sarría
4-mal-100-Meter-Staffel: im Halbfinale ausgeschieden

- Francisco García
4-mal-100-Meter-Staffel: im Halbfinale ausgeschieden

- Javier Martínez
4-mal-100-Meter-Staffel: im Halbfinale ausgeschieden

- Juan Carrasco
Hochsprung: 24. Platz

- Francisco Martín
Hochsprung: 28. Platz

- Rafael Blanquer
Weitsprung: 32. Platz

- Ramón Cid
Dreisprung: 18. Platz

Frauen
- Carmen Valero
800 m: im Vorlauf ausgeschieden
1500 m: im Vorlauf ausgeschieden

### Radsport
- Bernardo Alfonsel
Straßenrennen: 10. Platz

- Rafael Ladrón de Guevara
Straßenrennen: 32. Platz

- Juan José Moral
Straßenrennen: 33. Platz

- Paulino Martínez
Straßenrennen: Rennen nicht beendet

### Reiten
- Luis Álvarez
Springreiten: 9. Platz
Springreiten Mannschaft: 6. Platz

- Eduardo Amorós
Springreiten: 10. Platz
Springreiten Mannschaft: 6. Platz

- Alfonso Segovia
Springreiten: ausgeschieden
Springreiten Mannschaft: 6. Platz

- José María Rosillo
Springreiten Mannschaft: 6. Platz

### Schießen
- Jaime González
Schnellfeuerpistole 25 m: 20. Platz

- Juan Seguí
Schnellfeuerpistole 25 m: 20. Platz

- José del Villar
Kleinkalibergewehr Dreistellungskampf 50 m: 45. Platz

- Luis del Cerro
Kleinkalibergewehr liegend 50 m: 41. Platz

- José María Pigrau
Kleinkalibergewehr liegend 50 m: 51. Platz

- Esteban Azcue
Trap: 11. Platz

- Eladio Vallduvi
Trap: 21. Platz

- Juan Ávalos
Skeet: 7. Platz

- Enrique Camarena
Skeet: 14. Platz

### Schwimmen
Männer
- Jorge Comas
100 m Freistil: im Vorlauf ausgeschieden
4-mal-100-Meter-Lagen-Staffel: im Vorlauf ausgeschieden

- David López-Zubero
200 m Freistil: im Vorlauf ausgeschieden
400 m Freistil: im Vorlauf ausgeschieden
4-mal-200-Meter-Freistil-Staffel: im Vorlauf ausgeschieden

- José Bas
1500 m Freistil: im Vorlauf ausgeschieden

- Jesús Fuentes
4-mal-200-Meter-Freistil-Staffel: im Vorlauf ausgeschieden

- Fernando Gómez-Reino
4-mal-200-Meter-Freistil-Staffel: im Vorlauf ausgeschieden

- Santiago Esteva
100 m Rücken: im Halbfinale ausgeschieden
200 m Rücken: im Vorlauf ausgeschieden
4-mal-200-Meter-Freistil-Staffel: im Vorlauf ausgeschieden
4-mal-100-Meter-Lagen-Staffel: im Vorlauf ausgeschieden

- Pedro Balcells
100 m Brust: im Vorlauf ausgeschieden
4-mal-100-Meter-Lagen-Staffel: im Vorlauf ausgeschieden

- Miguel Lang-Lenton
200 m Schmetterling: im Vorlauf ausgeschieden

- Mario Lloret
4-mal-100-Meter-Lagen-Staffel: im Vorlauf ausgeschieden

Frauen
- Antonio Real
400 m Freistil: im Vorlauf ausgeschieden
800 m Freistil: im Vorlauf ausgeschieden

- Silvia Fontana
200 m Rücken: im Vorlauf ausgeschieden
4-mal-100-Meter-Lagen-Staffel: im Vorlauf ausgeschieden

- Montserrat Majo
100 m Schmetterling: im Vorlauf ausgeschieden
4-mal-100-Meter-Lagen-Staffel: im Vorlauf ausgeschieden

- Rosa Estiarte
4-mal-100-Meter-Lagen-Staffel: im Vorlauf ausgeschieden

- Magda Camps
4-mal-100-Meter-Lagen-Staffel: im Vorlauf ausgeschieden

### Segeln
- José Luis Doreste
Finn-Dinghy: 12. Platz

- Antonio Gorostegui
470er-Jolle: Silber

- Pedro Millet
470er-Jolle: Silber

- Alejandro Abascal
Flying Dutchman: 7. Platz

- José María Benavides
Flying Dutchman: 7. Platz

- Félix Gancedo
Tempest: 9. Platz

- Jesús Turró
Tempest: 9. Platz

- Félix Anglada
Soling: 12. Platz

- Humberto Costas
Soling: 12. Platz

- Juan Costas
Soling: 12. Platz

### Turnen
Männer
- Gabriel Calvo
Einzelmehrkampf: 76. Platz
Boden: 79. Platz
Pferdsprung: 19. Platz
Barren: 55. Platz
Reck: 73. Platz
Ringe: 79. Platz
Seitpferd: 86. Platz

- José de la Casa
Einzelmehrkampf: 79. Platz
Boden: 75. Platz
Pferdsprung: 15. Platz
Barren: 74. Platz
Reck: 78. Platz
Ringe: 79. Platz
Seitpferd: 75. Platz

- Fernando Bertrand
Einzelmehrkampf: 86. Platz
Boden: 73. Platz
Pferdsprung: 72. Platz
Barren: 87. Platz
Reck: 87. Platz
Ringe: 76. Platz
Seitpferd: 79. Platz

Frauen
- Eloisa Marcos
Einzelmehrkampf: 78. Platz
Boden: 78. Platz
Pferdsprung: 83. Platz
Stufenbarren: 63. Platz
Schwebebalken: 72. Platz

- Elisa Cabello
Einzelmehrkampf: 82. Platz
Boden: 82. Platz
Pferdsprung: 77. Platz
Stufenbarren: 75. Platz
Schwebebalken: 77. Platz

- Mercedes Vernetta
Einzelmehrkampf: 84. Platz
Boden: 85. Platz
Pferdsprung: 77. Platz
Stufenbarren: 86. Platz
Schwebebalken: 81. Platz

### Wasserspringen
Männer
- Ricardo Camacho
3 m Kunstspringen: 25. Platz

Frauen
- Carmen Belén Núñez
3 m Kunstspringen: 25. Platz